# Intersezione a livelli sfalsati

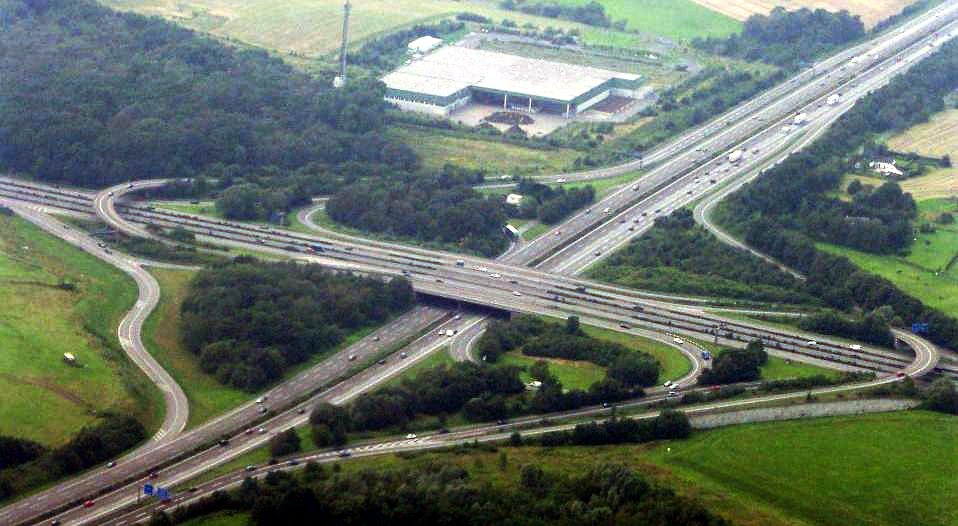
Intersezione di due autostrade in Germania

L'intersezione a livelli sfalsati è quell'incrocio in cui una o più strade componenti scavalca o sottopassa altre strade. Viene impiegato quando il traffico è così elevato, o così veloce, da rendere pericoloso qualsiasi tipo di intersezione a raso, o quando si voglia ad ogni costo evitare il contatto tra correnti di traffico diverse. Sulle autostrade e sulle strade extraurbane principali, in Italia, è l'unico tipo di intersezione ammessa.

## Struttura e caratteristiche
Per collegare le due o più strade che compongono l'incrocio, minimizzando al contempo le interferenze tra i vari flussi di traffico, occorre utilizzare degli appositi tratti stradali detti rampe, che modificano la quota alla quale si svolge la circolazione consentendo la sovrapposizione o "scavalcamento" tra correnti di traffico distinte.
Le rampe sono così classificate:
- Rampe dirette, che curvano direttamente nella direzione necessaria per andare dal punto di partenza al punto di arrivo, e mantengono tale andamento fino al congiungimento con l'altra strada;
- Rampe semidirette, che nel corso del proprio sviluppo curvano in due sensi opposti (ad es. prima a destra e poi a sinistra), sia per lasciar spazio ad altre rampe sia perché scavalcano la corrente di traffico a cui sono destinate;
- Rampe indirette, che mantengono costantemente la curvatura opposta a quella che sarebbe naturale, e raggiungono la destinazione dopo aver compiuto un cappio ed essere passate sopra o sotto se stesse.

Dal momento che lo scavalcamento richiede almeno un cavalcavia o un sottopasso, elementi in genere più costosi del resto della struttura stradale, è il numero di queste opere, chiamate genericamente manufatti, ad essere il fulcro della classificazione di questo tipo di intersezioni. Si considerano:
- Intersezioni a un manufatto con punti di conflitto residui
- Intersezioni a un manufatto senza punti di conflitto residui
- Intersezioni a più di un manufatto (senza punti di conflitto residui, si intende)

Con il termine "punti di conflitto" si intendono le interferenze tra correnti di traffico diverse, ad esclusione delle confluenze (due correnti che si fondono) e delle divergenze (una corrente che si divide in due).
Le prime due possono dare origine ad un numero limitato di tipi di incroci, mentre la terza tipologia è virtualmente illimitata.

## Intersezioni a un manufatto con punti di conflitto residui
Si utilizzano dove serve tenere separata solo qualcuna delle correnti di traffico dalle altre, o dove si debba raggiungere un compromesso tra la sicurezza dell'incrocio e la disponibilità di spazio o di denaro. I tipi possibili sono:
- Diagonale o monoquadrante, che è costituita da una sola rampa diretta a doppio senso di marcia che collega le due strade principali, di cui una scavalca l'altra. I punti di intersezione con la rampa sono realizzati con incroci a raso, il che rende questo tipo di schema poco significativo e di scarsa applicazione.

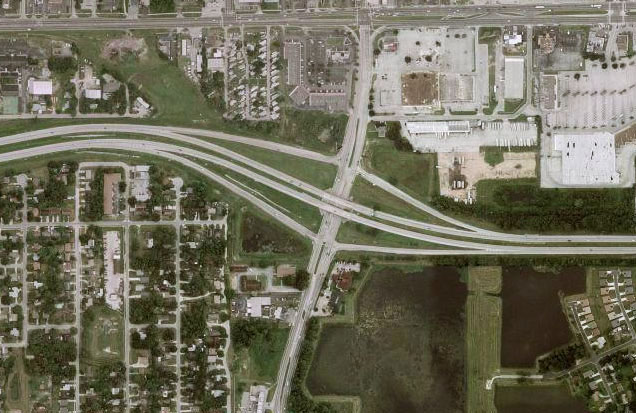
Intersezione a diamante

- A diamante o olandese, costituito da quattro rampe dirette a senso unico, una per ogni quadrante in cui le due strade dividono il territorio, disposte in modo tale che da una delle due strade possono essere eliminati tutti i punti di conflitto, mentre sull'altra si ha conflitto per i flussi che girano a sinistra, sia provenienti dalla prima, sia dalla seconda. È spesso usato quando una strada più importante, o comunque a carreggiate separate, scavalca una meno importante o comunque a carreggiata unica.
- Semiquadrifoglio o biquadrante, che sostituisce due delle rampe dirette dello schema precedente con due rampe indirette, piazzate negli stessi quadranti delle due dirette residue. I punti di conflitto residui sono gli stessi, ma questo tipo permette di lasciar liberi due quadranti a scelta, cosa che può essere utile quando ci sono interferenze vicino all'incrocio da parte di edifici o altri tipi di vincoli.

Intersezione diagonale o monoquadrante
Intersezione a diamante o olandese
Intersezione a semiquadrifoglio o biquadrante

## Intersezioni a un manufattosenzapunti di conflitto residui
Si utilizzano dove è assolutamente necessario evitare ogni punto di conflitto, senza però moltiplicare inutilmente le spese. I tipi possibili sono:
- A trombetta, utilizzato quando una delle due strade deve terminare nell'incrocio (è l'equivalente dell'incrocio a raso a T). È composta da due rampe dirette, che si trovano prima del manufatto di scavalco, e da una semidiretta e un'indiretta, che si trovano dopo. Di solito l'indiretta è usata per l'immissione dalla strada laterale nella principale, perché utilizzarla per l'uscita potrebbe essere fastidioso e leggermente pericoloso per i veicoli uscenti, che la vedrebbero dopo il manufatto e potrebbero esserne sorpresi.
- A quadrifoglio completo, schema costituito da una rampa diretta e una indiretta per ciascun quadrante. Nel XX secolo è stato largamente usato in tutto il mondo, tuttavia i suoi limiti principali, ovvero il notevole ingombro di territorio e soprattutto l'interferenza tra le correnti entranti e uscenti su una determinata strada, che si manifestano visibilmente in condizioni di traffico pesante generando numerosi incidenti, ne hanno determinato un generale ridimensionamento, e spesso le intersezioni esistenti vengono riprogettate con schemi su più livelli a maggior capacità, come per esempio nello svincolo di interconnessione tra le autostrade A24 e A90 a Roma.[1][2][3]
- A salto di montone. È uno schema incompleto, costituito da una rampa diretta e una semidiretta, utilizzato in caso di tronchi convergenti, in quanto non serve le relazioni tra due dei tre rami interessati.

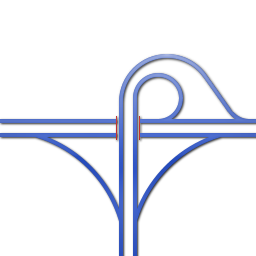
Intersezione "a trombetta"
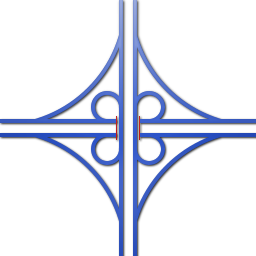
Intersezione "a quadrifoglio"
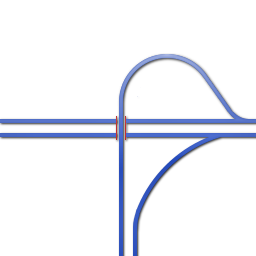
Intersezione "a salto di montone"

## Intersezioni a più di un manufatto
Questo tipo di intersezioni viene utilizzato quando ci siano esigenze che non possono essere soddisfatte con i tipi precedenti, o quando situazioni particolari annullino l'aggravio di costo richiesto dai manufatti supplementari; ad esempio, quando le strade da servire siano più di tre, o quando la situazione altimetrica costringa comunque a costruire lunghi ponti o gallerie. Altro caso possibile è la mancanza di spazio nella zona dell'incrocio. Resta comunque inteso che i punti di conflitto sono tutti eliminati.
Alcuni tipi di schema riconducibili a questa tipologia sono:
- A trivio, utilizzato per sistemare tre rami autostradali equivalenti che si incrociano nel medesimo punto. In ciascuno dei tre rami, dalla carreggiata diretta verso l'incrocio si diparte a sinistra una rampa che sovra/sottopassa l'altra carreggiata. Il trivio tipicamente implica che le due carreggiate si distacchino per fare spazio alle rampe che si divincolano, facendo assumere allo svincolo una forma a Y. Così come, nell'intersezione a raso la differenza tra lo schema a T e quello a Y stava nel fatto che la strada principale del primo si trasformava nei due rami concorrenti e non allineati del secondo, la differenza tra questo svincolo e quello a trombetta sta nel fatto che la "principale" è sostituita da due rampe di raccordo dirette, che di fatto possono essere viste come una principale curva. L'unica vera differenza rimane nei raggi e nelle proporzioni delle rampe, che cercano di penalizzare il meno possibile i veicoli che percorrono la semidiretta e l'indiretta. Può essere realizzato utilizzando tre manufatti, oppure uno solo ma su tre livelli, e quindi sostanzialmente un manufatto doppio (che può essere più costoso di tre manufatti semplici).
- Rotatoria a due livelli. Si tratta in sostanza di una grossa rotatoria in cui due strade confluenti i cui flussi sono particolarmente connessi tra loro vengono congiunte direttamente, scavalcando in due punti la rotatoria. I manufatti da utilizzare sono due. È uno dei pochi schemi di questa tipologia ad avere una certa diffusione.
- Doppia trombetta, costituito in pratica da due svincoli a trombetta, uno su una strada e uno sull'altra, collegati tra di loro. Con questo schema si lascia completamente libera da rampe la zona dell'incrocio tra le due strade. I manufatti necessari sono tre: uno per ciascuna trombetta e il terzo per l'intersezione delle due strade principali.
- Doppio salto di montone; utilizzato nei trivii per evitare la rampa indiretta del trivio classico. Si differenzia da quest'ultimo perché le rampe si dipartono o ricongiungono alla carreggiata principale da destra, e sovra/sottopassano l'intera autostrada e non solo la carreggiata opposta. Si realizza sovrapponendo due salti di montone, uno in un senso e uno nell'altro, il che comporta la necessità di usare tre manufatti, o uno solo ma su tre livelli, e quindi sostanzialmente un manufatto doppio (che può essere più costoso di tre manufatti semplici).

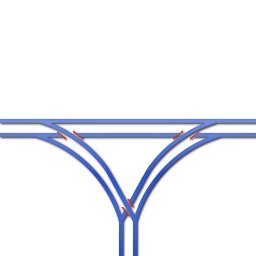
Intersezione "a trivio" in versione a tre manufatti
Intersezione "a trivio" in versione a un manufatto doppio
Rotatoria a due livelli
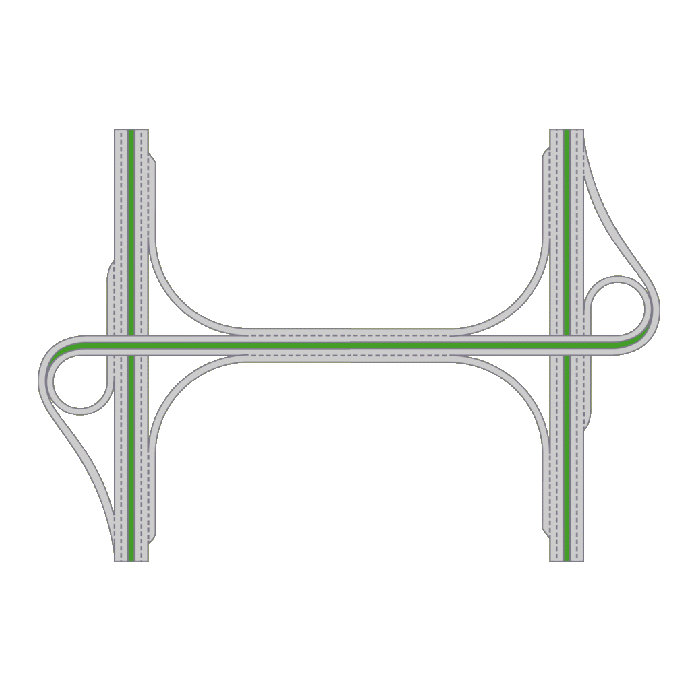
Intersezione a "doppia trombetta"
Intersezione a "doppio salto di montone", in versione a tre manufatti (sopra) e a un manufatto doppio (sotto)